# 我的委員長哪有這麼萌
《我的委員長哪有這麼萌》是臺灣漫畫家韋宗成於「Line Webtoon」連載中的漫畫，將國民政府軍事委員會委員長蔣中正率領國民革命軍北伐的事蹟以搞笑兼熱血的方式繪製出來。

## 劇情簡介
轉學生蔣忠正來到民國中學，這是一間惡霸盤據的混亂學校。因緣際會下，蔣忠正當上了風紀委員長，帶領黃埔重整學校秩序。在羅剎及大和中學的阻撓之下，委員長要推倒各路美少女軍閥，完成一統民國中學的理想。但奇怪，為什麼被逆推的總是委員長呢？

## 登場角色

### 同萌會，廣東班（蘿莉控派）
蔣忠正（人物原形：蔣中正）
本作主人翁，民國中學的轉學生，之後成為民國中學風紀股長。為了統一紛亂不堪的民國中學，正在與其他美少女軍閥展開激烈的戰鬥...。
陳大夫、陳小夫（人物原形：陳果夫、陳立夫）

孫紋（人物原形：孫文）
但在北京班幼兒園派糖果時被捉，然後被趕出民國中學
荷映卿（人物原形：何應欽）

胡漢明（人物原形：胡漢民）

汪京衛（人物原形：汪精衛）

### 西北班
馮玉翔（人物原形：馮玉祥）
西北班統治者，超S，女王屬性。

### 蘇維埃中學（男同性戀派，基萌合作增為僞娘派）
豹羅亭（人物原形：鮑羅廷）
蘇維埃中學代表
周恩萊（人物原形：周恩來）
最後逃亡，下落不明

### 廣西班
李宗芢（人物原形：李宗仁）
廣西班統治者，忠正的萌友。
白重嬉（人物原形：白崇禧）
李宗芢的副手。

### 山西班
顏習珊（人物原形：閻錫山）

### 湖南班
唐生秩（人物原形：唐生智）

趙恆悌（人物原形：趙恆惕）

### 河南班
吳佩芙（人物原形：吳佩孚）
河南班統治者，被蔣忠正打敗之後一蹶不振，最後歸降。
小春子（人物原形：劉玉春）
吳佩芙的部下

### 江西班
孫船芳（人物原形：孫傳芳）

### 北京班（傳統派）
張作琳（人物原形：張作霖）
北京班統治者，巨乳派
張雪娘（人物原形：張學良）
張作琳之女

### 大和中學
田中翼衣（人物原形：田中義一）
大和中學學生會會長。

## 單行本
| 卷數 | 發行時間       | 台灣EAN               |
| ---- | -------------- | --------------------- |
| 1    | 2015年10月24日 | EAN 471-256-860-142-6 |

## 外部連結
- 《我的委員長哪有這麼萌》宣傳頁 （页面存档备份，存于）
- 《馬皇降臨》漫畫家 把蔣介石變萌了 （页面存档备份，存于）